# Dream Frequency
Dream Frequency is een Britse dancegroep uit Preston, die actief was in de Britse ravescene. De groep maakte begin jaren negentig tracks als Feel So Real en Satisfaction. De muziek heeft veel raakvlak met het Happy Hardcore genre. De groep bestond uit Ian Bland en Debbie Sharp. In 2020 komt de groep weer bij elkaar voor een nieuw album en optredens.  

## Geschiedenis
Dream Frequency werd in 1990 opgericht door Ian Bland die optrad op diverse raveparties. Als zangeres nam hij de uit de Verenigde staten afkomstige Debbie Sharp aan. Als eerste werd in 1990 de Live the dream EP uitgebracht. Deze werd gevolgd door de ballad Love, Peace & Harmony. In 1991 deed hij ook een opvallende samenwerking met Laurent Garnier als French Connection, met Who cares?. De doorbraak voor Dream Frequency kwam aan het eind van 1991 met het nummer Feel so real dat tot nummer 23 in de Britse charts wist te komen. Niet veel later verscheen het album One Nation waarop een mix van radiovriendelijke dance met invloeden uit de ravescene te horen was. Dream Frequency kwam in gesprek met het Maverick label. Dit haakte echter af nadat Debbie zwanger bleek te zijn. Daarna verschenen er nog enkele singles waarvan You Make Me Feel Mighty Real (1994) de laatste was. Ook verscheen er een remix van Body in motion van Atlantic Ocean. Na 1994 werkte Ian Bland aan diverse andere projecten, meestal in samenwerking met anderen. Ook richt hij met Martin Neary en Nick Worthington het remixteam Dancing Divaz op waarmee hij in de jaren negentig housemixen maakte. Hij is ook erg actief als DJ.
In 2020 maakt Dream Frequency een comeback met een nieuw album. In dat jaar wil Bland het 30-jarig jubileum van zijn eerste single vieren. De uitbraak van COVID-19 brengt het in een stroomversnelling. Doordat hij niet meer kan optreden besteedt hij zijn tijd aan het produceren van. Fans die het album fysiek willen kopen kunnen zich inschrijven bij genoeg animo wordt er een vinyl en cd versie van gemaakt. Dit aantal wordt gehaald.

## Discografie
Albums
- One Nation (1992)
- 30 - The Original Ravers (2020)